# Four Brothers - Quattro fratelli
Four Brothers - Quattro fratelli (Four Brothers) è un film del 2005 diretto da John Singleton.
È il remake di I 4 figli di Katie Elder del 1965. Fu presentato fuori concorso alla 62ª Mostra internazionale d'arte cinematografica di Venezia.

## Trama
Nella notte prima del giorno del Ringraziamento viene uccisa a fucilate durante una rapina in un negozio da parte di due uomini Evelyn Mercer, madre adottiva di quattro fratelli: Bobby, il maggiore, un malavitoso finito diverse volte in prigione per rapine furti e risse, Angel, arruolato nell'esercito, Jeremiah, il più buono e ragionevole della famiglia, che si è sempre occupato dei fratelli e della madre ed è anche sposato, e infine Jack, il più piccolo. Addolorati per la morte della loro madre ritornano a Detroit per il suo funerale. Un loro amico poliziotto, il tenente Green, li informa che un ragazzo che giocava a basket ha assistito alla rapina.
I quattro decidono quindi di vendicarsi. Mentre sono in un bar il proprietario del locale rivela loro che potrebbe essersi trattata di una rapina effettuata da parte di una banda; il capo della banda, sotto minaccia, rivela loro che durante la rapina nessuno stava giocando a basket, poiché era avvenuta un'ora dopo che il campo era stato chiuso. Ciò lascia dedurre a Bobby che potrebbero essere stati dei mafiosi che hanno coperto l'omicidio di Evelyn con la rapina e hanno pagato un falso testimone per mettere la polizia sulla pista sbagliata.
Il proprietario del supermarket dove è avvenuto l'omicidio dice loro che la polizia ha passato diverso tempo con un ragazzo, che i quattro interrogano e che li porterà da suo fratello Damian (il falso testimone oculare), facendo loro scoprire i due sicari, che dopo un inseguimento stradale moriranno, uccisi da Bobby e Angel. Più tardi Angel scoprirà che Jeremiah è fallito e che ha ereditato dopo la morte della madre 400.000 dollari, mentre Bobby e Jack scopriranno da un procuratore corrotto che dietro tutto questo c'è sempre stato Victor Sweet, un potente mafioso che ha a libro paga molti poliziotti di Detroit e molti scagnozzi, venendo odiato persino da questi per la sua natura irriverente e spregevole.
Jeremiah aveva cercato di costruire degli appartamenti nella periferia di Detroit ma, non avendo i soldi per farlo, si era rivolto a una banca. Victor Sweet, saputo dell'affare, aveva cercato di partecipare con soldi e metodi illegali. Al rifiuto di Jeremiah, Victor aveva fatto pressioni sulla banca per bloccare il finanziamento. Evelyn aveva quindi tentato di sporgere denuncia alla polizia ma, nonostante un'intera ora passata a parlare con Fowler, l'assistente di Green, la denuncia non era stata inoltrata ai superiori e, anzi, era stata passata a Victor. È quindi stato lui il mandante dell'omicidio. Sweet manda dei sicari ad attaccare i fratelli Mercer, che se la cavano, ma nello scontro perdono Jack.
Nel frattempo, grazie alle registrazioni delle telecamere interne del distretto di Polizia, Green scopre che Evelyn aveva effettivamente sporto denuncia, che però non era stata inoltrata, rivelando il fatto ai fratelli, reduci dalla sparatoria con i killer. Sia loro che Green deducono che Fowler è corrotto ed è ai servizi di Victor; Green si incarica quindi di smascherarlo. Quando lo affronta, Fowler uccide Green, facendo passare l'uccisione come un agguato di ignoti. I fratelli si sentono quindi in trappola, avendo perso anche il loro alleato nella Polizia. Elaborano perciò un piano: i 400.000 dollari ereditati da Jeremiah verranno dati a Victor in cambio del suo perdono.
In realtà il piano è molto diverso. Mentre Jeremiah si reca sul lago per incontrare Victor, Angel fa uccidere Fowler dalla polizia stessa. Nel frattempo Jeremiah incontra Victor sul lago ghiacciato. Sapendo che questi avrebbe preso i soldi e ucciso comunque i Mercer, Jeremiah ha precedentemente offerto i soldi ereditati ai suoi scagnozzi e perciò Victor si trova da solo contro tutti i suoi tirapiedi. Una volta accerchiato l'uomo, entra in scena Bobby, che lotta a mani nude contro Sweet, lo sconfigge e lo fa buttare in un buco nel ghiaccio del lago, originariamente fatto predisporre dall'uomo per Jeremiah. Alla fine i tre fratelli rimasti ricostruiscono la casa, dove vivranno insieme alle loro mogli e figli.

### Personaggi

#### Famiglia Mercer
Evelyn Mercer: la madre dei quattro fratelli. Era una donna amata e ben voluta da tutti, famosa per aver portato tanti ragazzini da famiglie affidatarie a famiglie vere e proprie togliendoli dalle strade di Detroit. In 30 anni però gli capitarono quattro ragazzini così pericolosi e ingestibili che nessuno voleva, così decise di adottarli lei per dargli una vera famiglia. I quattro si affezionarono a lei, tanto da considerarla la loro vera madre. La sua morte sarà il fattore scatenante degli eventi nel film. Interpretata da Fionnula Flanagan.
Bobby Mercer: il maggiore dei fratelli. Un ex galeotto e malvivente, nonché il più forte dei quattro. Da giovane era un campione di hockey, ma a causa del suo carattere impulsivo e irascibile lo cacciarono dalla lega, e da lì finì nei guai con la legge. Nonostante il suo temperamento è astuto e sveglio e tiene molto ai suoi fratelli. Interpretato da Mark Wahlberg.
Jeremiah Mercer: il secondo. A differenza dei fratelli ha voltato completamente le spalle alla sua vecchia vita, facendosi una famiglia con moglie e figlie e lavorando come ingegnere edile. È molto tranquillo ed è il più intelligente dei quattro, sempre preoccupato per la sua famiglia e per le faccende quotidiane. Nel corso del film sembra non essere così onesto come lo dipingono. Interpretato da André Benjamin.
Angel Mercer: il terzo. Da giovane era un truffatore, ora è un soldato della Marina militare. È molto simile a Bobby caratterialmente, ma molto più cauto e meno scavezzacollo. Ha una ragazza di origini ispaniche di nome Sophie, con cui fa il tira e molla da quando hanno 16 anni. Interpretato da Tyrese Gibson.
Jack Mercer: l'ultimo dei fratelli. È un chitarrista rock di scarso successo e l'unico fumatore tra i quattro (lo si vede spesso con una sigaretta in bocca). A differenza degli altri è l'unico di cui si sappia qualcosa sul suo passato prima di diventare un Mercer e con molta probabilità viveva in una famiglia dove subiva molti abusi. Di carattere sensibile e a volte ingenuo, cerca sempre di apparire duro davanti ai fratelli, sebbene rimanga scioccato da ciò che vede. Da alcune battute di Bobby pare che sia gay, ma potrebbe essere un modo per prenderlo in giro. Interpretato da Garrett Hedlund.

#### Altri personaggi
Ten. Green: tenente della polizia di Detroit. È un vecchio amico i Bobby e l'unico tra i poliziotti a stare dalla parte dei fratelli. Interpretato da Terrence Howard.
Detective Fowler: detective della polizia di Detroit. È l'assistente di Green e si rivela essere un agente venduto poiché egli collabora con Sweet. Interpretato da Josh Charles.
Sophie: la ragazza di origini ispaniche di Angel. Si conoscono da quando avevano 16 anni. Non è ben vista da Bobby, sebbene poi si stabilisca in casa loro a svolgere vari lavori domestici. Interpretata da Sofia Vergara.
Victor Sweet: l'antagonista principale del film. Nipote di Malcom Sweet, il precedente boss del quartiere dei Mercer, faceva commissioni di vario genere per lui. Malcom si divertiva ad umiliarlo e Victor, stancatosi di ciò, lo affogò nel fiume, prendendo il suo posto come capo della gang. È molto potente, ha agganci sia nella politica che nella polizia ed è temuto da tutti e odiato dai suoi sottoposti perché li tratta in maniera ignobile (come un tempo veniva trattato lui). Lui è la causa principale delle sventure della famiglia Mercer. Interpretato da Chiwetel Ejiofor.